# 謝炘昊
謝炘昊（1978年6月12日—），藝名浩子，原名謝正浩，2007年改名為謝炘昊。彰化市人。國立中央大學資訊管理學系畢業，與阿翔組成兩人搞笑團體浩角翔起。目前除主持工作外，亦為演員及歌手。2011年所屬團體浩角翔起以主持《食尚玩家》獲得第46屆金鐘獎最佳綜藝節目主持人獎。2016年12月29日，辭《食尚玩家》主持工作，宣告暫別演藝圈一年；2018年2月23日復出，並於同年9月28日擔綱主持新開播節目《綜藝新時代》。2020年與乱彈阿翔共同主持《台灣金頌》獲得第55屆金鐘獎最佳綜藝節目主持人獎。
現為《綜藝新時代》、《Hihi導覽先生》節目主持人。

## 經歷

### 大學時代
國立彰化高中畢業後，浩子考進國立中央大學資訊管理系，卻發現對所學不抱興趣，沒辦法過「每天對著電腦講話」的生活。雖然大學時期重心不在學業上，不過浩子積極參與資訊管理系學會、社團活動，如資訊管理系夏令營、吉他社、熱音社；此外，在國立中央大學管理學院第一屆美少男選拔中，獲第一名；曾參加國立政治大學金旋獎創作組，但未獲獎。同時，浩子也積極尋求上電視的機會，報名參加綜藝節目錄影，例如演出一些才藝表演單元。從活動中浩子不只累積表演經驗，更因舞台上獲得的成就感，確立了成為表演者的想法。

### 出道
2003年，浩子消防替代役退役後，因為喜愛表演，參加了《電視笑話冠軍》的比賽，從該節目出道。不過比賽過程並不順遂，一次在SARS期間因發燒被迫退賽，一次被參加同節目的阿翔擊敗，直到第三次挑戰才成為該節目的盟主。雖然成為《電視笑話冠軍》的盟主，媽媽依舊反對浩子追求星夢，一是擔心浩子進演藝圈沾染吸毒惡習，二是希望他能有穩定工作，隨同學們的腳步成為工程師。儘管母親反對，浩子仍堅持要進演藝圈，隻身留在台北租屋，邊打工邊接通告。

### 組團初期
2004年，淡水漁人碼頭餐廳的表演找來浩子，要求他單獨演出40分鐘，浩子覺得兩人一搭一唱比獨撐來得簡單，便找《電視笑話冠軍》時認識的阿翔一起演出，發現合作效果不錯便決定組團，從對手變成隊友。浩角翔起組成頭兩年，只有零星通告，兩人各自依靠其他工作為生。當時浩子在許效舜旗下的石頭家族，光靠通告收入並不穩定，一度因付不出台北的房租，到中部替從事批發檳榔的舅舅配送檳榔賺取生活費。浩子經濟拮据時，阿翔也曾介紹他組裝跑步機等一些工作。

直到2006年，浩角翔起被百是傳播老闆黃義雄簽約納為旗下藝人，才逐漸獲得主持及演出機會。之後浩角翔起藉著《綜藝大集合》、《大家來說笑》、《食尚玩家》等節目，一步步累積知名度。

### 2009~2014
2009年，《食尚玩家》節目人氣小有斬獲，於是打鐵趁熱，推出主持人合輯《食尚玩家之食神歸位大便當》。浩角翔起除演唱外，浩子也參與部分詞曲製作。同年接演華視偶像劇《呼叫大明星》，飾演配角吳克凡。該劇由於送審遲延，至2010年5月才於華視播出。
2010年，浩角翔起參與民視《新兵日記》演出，浩子於劇中飾演菜鳥新兵蔡浩志，並且為戲剃髮，此後便一直維持平頭髮型。由於此劇的高收視率，除了原先綜藝上的觀眾外，浩角翔起得到了廣泛的大眾知名度，增加不少廣告代言與通告。
2011年5月，浩子與交往三年多綽號寶貝魚的女友黃乙玄登記結婚，7月舉行婚禮，由團員阿翔擔任婚禮主持。11月阿翔結婚時，浩子也擔任他的婚禮主持人。
同年，浩角翔起以主持《食尚玩家》獲得第46屆金鐘獎綜藝節目主持人獎。11月中浩子長子出生。12月，食尚玩家推出由浩角翔起、莎莎兩組主持人合著的美食書《ㄨ丫係食尚玩家》。
2012年4月，浩角翔起發行EP專輯《笑一個》，浩子也參與部分製作。2013年1月1日，浩子女兒出生。同年5月，獲頒為中央大學管理學院傑出校友。2013年8月底，浩角翔起客串2014年賀歲片鐵獅玉玲瓏，浩子飾演少年時期的澎恰恰一角。
2014年2月中旬，浩子為了在女兒上幼稚園前多陪孩子，選擇退出《綜藝大集合》，而阿翔則繼續主持。同年4月，發行EP《發發發狂想曲》，收錄兩首浩子的創作。

### 2015~2018
2015年，在2月上映的賀歲片大囍臨門、國片沙西米中飾演配角。同年5月，為司法院拍攝微電影《裁量之間》，飾演觀審員。9月25日，發行第三張EP專輯《萬萬人迷》，專輯中也收錄浩子的作品。
2016年5月6日，浩角翔起領銜主演的國片傻瓜向錢衝在台上映，浩子飾演主角昌仔，為浩子首次挑起主演大樑。
2016年12月29日，浩子在浩角翔起官方臉書上，宣布自己暫別演藝圈一年，在息影一年間帶著全家環遊世界，2018年1月4日返國。 2018年2月復出。2017年年初，浩角翔起完成先前接下的尾牙通告後，浩子正式暫別演藝圈回歸家庭，阿翔則暫時單飛。
2016年12月29日，辭《食尚玩家》主持工作，宣告暫別演藝圈1年，2018年2月23日復出。
2018年7月，由於TVBS調整《食尚玩家》播出時段，延後一小時播出，與同時段阿翔主持之《國光幫幫忙》打對臺，導致阿翔先行請假，浩子之後也選擇同進退，兩人暫停錄製該節目，8月28日為兩人於食尚玩家最後播出。9月28日，浩角翔起在民視另開新節目《綜藝新時代》，11月20日加入衛視中文台《請問 你是哪裡人》，與于美人共同主持。

## 主持作品

### 電視節目
| 首播                          | 電視台                         | 節目名稱        | 備註                                  |
| 2006-2014年                   | 民視無線台                     | 綜藝大集合      |                                       |
| 2010-2018年                   | TVBS歡樂台                     | 食尚玩家        | 2018年8月28日播出最後存檔後無期限退出 |
| 200X-20XX年                   | 衛視中文台                     | 移動星樂園      |                                       |
| 2018年9月28日—至今            | 民視無線台、八大綜合台         | 綜藝新時代      |                                       |
| 2018年11月20日—2021年5月13日  | 衛視中文台                     | 請問 你是哪裡人 | 11月19日加入                          |
| 2019年—2020年2月23日          | 公視                           | 台灣金頌        |                                       |
| 2019年—至今                   | Yahoo、Youtube、IG、靖天育樂台 | 鬧著玩          |                                       |
| 2022年3月31日一至今           | 公視                           | HiHi導覽先生    | 李霈瑜 (大霈)                         |
| 2022年5月8日—2022年8月7日     | 華視                           | 上奅台灣歌2.0   | 與蕭煌奇 曹雅雯搭檔主持               |
| 2022年10月1日－2023年1月28日  | 台視衛視中文台 Netflix         | 嗨！營業中      | 實境節目成員                          |
| 2023年12月23日－2024年4月20日 | 台視三立都會台 Netflix         | 嗨！營業中第3季 | 實境節目成員                          |
| 2024年                        | 公視台語台                     | Talk Talk秀台語 | 全臺語喜劇選秀節目                    |

## 音樂作品
浩子擅長創作歌曲，曾在節目中演唱自作曲，也常於食尚玩家上改編詞曲，邊唱邊演。2020年發行全創作專輯《共你惜惜》。

### 專輯
| 序列 | 發行日期       | 專輯名稱     | 語言 | 曲目 |
| 1    | 2020年11月26日 | 《共你惜惜》 | 台語 | 1. 共你惜惜(台視八點檔連續劇《生生世世》片尾曲) 2. 沙漠玫瑰(ft.乱彈阿翔) 3. 橄欖樹 4. 沙漠小巴(ft.蔡家蓁) 5. 我的我的 6. 來去看櫻花 7. 寶島有神(ft.臭寶) 8. 深夜加油站拄著15歲的家己 9. 查某人愛疼(ft.納豆、依依) 10. 一世人的代誌 |

### EP
| 日期   | 專輯名稱                     | 曲名           | 詞曲                                                         |
| 2009年 | 《食尚玩家之食神歸位大便當》 | 《郊遊交很久》 | 曲:浩子、陳冠甫 詞:浩子                                      |
| 2009年 | 《郊遊交很久》EP             | 《郊遊交很久》 | 曲:浩子、陳冠甫 詞:浩子                                      |
| 2012年 | 《笑一個》EP                 | 《夢想馬車隊》 | 曲:卡爾·馬利亞·馮·韋伯（Carl Maria Ernst von Weber） 詞:浩子 |
| 2012年 | 《笑一個》EP                 | 《噗嚨共之歌》 | 詞曲:浩子                                                    |
| 2012年 | 《笑一個》EP                 | 《袋鼠跳跳跳》 | 原曲：秋蟬 原曲詞：李子恆 改編詞：浩子                       |
| 2012年 | 《笑一個》EP                 | 《海鮮很貴》   | 曲:古典樂 詞:浩子                                            |
| 2014年 | 《發發發狂想曲》EP           | 《媽媽的菜》   | 詞曲：浩子                                                   |
| 2014年 | 《發發發狂想曲》EP           | 《淘金歲月》   | 曲：廖偉傑 詞:浩子                                           |
| 2015年 | 《萬萬人迷》EP               | 《萬萬人迷》   | 曲:Peter Hageras/Mats Frisell/Jakob Stadell 詞：浩子         |
| 2015年 | 《萬萬人迷》EP               | 《喇叭鎖》     | 詞曲：浩子                                                   |
| 2015年 | 《萬萬人迷》EP               | 《三八兄弟》   | 詞曲：浩子                                                   |

### 未發行單曲
| 曲名           | 作曲   | 作詞   | 出現集數                                                               | 備註 |
| 《阿婆你好嗎》 | 浩子   | 浩子   | 《食尚玩家》竹東市場挖寶去2009-03-30                                   | 客語歌，浩子寫給自己阿嬷，並未發行                                                                               |
| 《發春的黑狗》 | 浩子   | 浩子   | 《食尚玩家》每集開場的原版《娛樂百分百》曾演唱全曲                     | 改編為《食尙玩家》每集開場介紹各地的歌曲，依各地特色而填入不同歌詞，其中固定的歌詞為「我的好朋友，浩角翔起來了」 |
| 《姐仔》       | 浩子   | 浩子   | 《食尚玩家》食尚委託會社 中秋爽吃提案 2013-09-09（页面存档备份，存于） | 本首是浩子獻給洪仲丘姊姊，洪慈庸的作品，在本集結尾時演唱，歌詞以弟弟的視角出發，希望姊姊不要擔心牽掛。           |
| 《超級總動員》 | 浩子   | 浩子   | 《超級總動員》第七季片頭曲                                             | 由浩角翔起與蜜蜂姐姐合唱，在《超級總動員》第七季每一集片頭帶動唱。                                               |
| 《藥不要》     | 吳嘉祥 | 吳嘉祥 | 大愛劇場《阿良的歸白人生》主題曲                                       | 浩角翔起演唱，希望就是那些快要沾到毒品聽到這首歌的時候好像被拉了一下。                                           |

### 單曲
| 年份   | 曲名             | 備註                                                |
| 2019年 | 《卡緊咧》       | 與蔡家蓁合唱，收錄於蔡家蓁《美．即刻》專輯          |
| 2022年 | 《一條美妙的歌》 | 與Tizzy Bac合唱，收錄於Tizzy Bac《Human Error》專輯 |
| 2022年 | 《電視屁話冠軍》 | 與蔡家蓁合唱，收錄於蔡家蓁《無礙》專輯              |
| 2024年 | 《說彰化》       |                                                     |

## 演出作品

### 電視劇
| 首播   | 電視台                     | 劇名          | 角色           |        |                 |                     |            |        |                 |         |              |
| 2006年 | 華視`八大綜合台`迪士尼頻道 | 花樣少年少女  | 關日輝         |        |                 |                     |            |        |                 |         |              |
| 2007年 | 華視                       | 惡女阿楚      | 爆點雙寶       |        |                 |                     |            |        |                 |         |              |
| 2008年 | 中視`八大綜合台`公視HD台   | 翻滾吧!蛋炒飯 | 客串比賽主持人 |        |                 |                     |            |        |                 |         |              |
| 2009年 | 華視`八大綜合台            | 呼叫大明星    | 吳克凡         |        |                 |                     |            |        |                 |         |              |
| 2010年 | 民視`東森綜合台            | 新兵日記      | 新兵蔡浩志     | 2011年 | 民視`東森綜合台 | 新兵日記2之特戰英雄 | 新兵蔡浩志 | 2014年 | 華視`TVBS歡樂台 | A咖的路 | 客串浩角翔起 |

### 電視電影
| 首播   | 電視台 | 劇名   | 角色 |
| 2011年 | 公視   | 面交男 | 小廣 |

### 電影
| 首播   | 劇名       | 角色           |
| 2010年 | 愛你一萬年 | 吳奇峰友人     |
| 2014年 | 鐵獅玉玲瓏 | 澎恰恰少年時期 |
| 2015年 | 大囍臨門   | 豬哥浩         |
| 2015年 | 沙西米     | A片店老闆      |
| 2016年 | 傻瓜向錢衝 | 昌仔           |
| 2019年 | 一吻定情   | 學校老師       |

### 微電影
| 首播   | 劇名                  | 角色                   |
| 2015年 | 司法院微電影:裁量之間 | 3號觀審員 設計師米老鼠 |

#### 演唱會嘉賓
- 2022年11月20日  炎亞綸台北場北流演唱會

### 綜藝節目
- 2023年7月23日,9月2日  台視衛視中文台《嗨！營業中第2季》小幫手(9月2日小幫手 feat 吳映潔 )

## 獎項紀錄

### 金鐘獎
| 年份 | 屆次         | 節目             | 獎項                   | 結果 |
| ---- | ------------ | ---------------- | ---------------------- | ---- |
| 2011 | 第46屆金鐘獎 | 《食尚玩家》     | 綜藝節目主持人獎       | 獲獎 |
| 2019 | 第54屆金鐘獎 | 《台灣金頌》     | 綜藝節目主持人獎       | 提名 |
| 2019 | 第54屆金鐘獎 | 《綜藝新時代》   | 益智及實境節目主持人獎 | 提名 |
| 2020 | 第55屆金鐘獎 | 《台灣金頌》     | 綜藝節目主持人獎       | 獲獎 |
| 2024 | 第59屆金鐘獎 | 《嗨！營業中》s3 | 益智及實境節目主持人獎 | 提名 |

### 金曲獎
| 年份 | 屆次         | 專輯         | 獎項             | 入圍作品     | 結果 |
| ---- | ------------ | ------------ | ---------------- | ------------ | ---- |
| 2021 | 第32屆金曲獎 | 《共你惜惜》 | 年度專輯獎       | 《共你惜惜》 | 提名 |
| 2021 | 第32屆金曲獎 | 《共你惜惜》 | 最佳台語專輯獎   | 《共你惜惜》 | 提名 |
| 2021 | 第32屆金曲獎 | 《共你惜惜》 | 最佳台語男歌手獎 | 《共你惜惜》 | 提名 |

## 外部連結
- 浩角翔起笑一個 官方粉絲專頁的Facebook專頁（中文）
- 謝炘昊的Instagram帳戶
- 大藝娛樂 浩角翔起 （页面存档备份，存于）
- 謝炘昊在互联网电影资料库（IMDb）上的資料（英文）
- 謝炘昊在香港影庫上的簡介
- 謝炘昊在时光网上的簡介（简体中文）
- 謝炘昊在豆瓣上的资料（简体中文）